# Min Aung Hlaing
Min Aung Hlaing (birmanês:  မင်းအောင်လှိုင်; Dawei, União de Birmânia, 3 de julho de 1956) é um general do exército birmanês. Atual comandante em chefe das Forças Armadas de Mianmar, assumiu o posto em 30 de março de 2011. Ele também é membro do Conselho de Defesa e Segurança Nacional presidido pelo presidente de Mianmar. Ele tomou poder depois de derrubar o governo eleito do país em um golpe de Estado em 2021.
Anteriormente, ele foi chefe do Estado-Maior Conjunto do Ministério da Defesa de Mianmar e foi promovido a General de quatro estrelas no início de 2011 e a General de cinco estrelas em março de 2013. Em 5 de novembro de 2020, o Tatmadaw (nome oficial das Forças Armadas de Mianmar) declarou a patente de general sênior de Min Aung Hlaing equivalente ao cargo de vice-presidente de Mianmar.
Entre algumas controvérsias, ele foi alvo de sanções em 2019 por parte do governo dos Estados Unidos devido à perseguição aos muçulmanos ruainga.

## Biografia

### Violações de direitos humanos
Min Aung Hlaing pode estar envolvido com violações dos direitos humanos como genocídio, crimes contra a humanidade e crimes de guerra. Em particular, ele foi acusado de limpeza étnica contra o povo ruainga quando o Alto-comissariado das Nações Unidas para os Refugiados relatou que os soldados de Min Aung Hlaing alvejaram deliberadamente civis nos estados do norte de Mianmar e praticaram "discriminação sistêmica" e violações dos direitos humanos contra comunidades minoritárias em Rakhine.
O Facebook baniu a conta que Min Aung Hlaing mantinha em sua plataforma, juntamente com 19 outros altos funcionários e organizações birmanesas, para evitar novas tensões étnicas e religiosas em Mianmar. Essa ação ocorreu após a divulgação de um relatório da ONU no qual certos líderes militares em Mianmar seriam investigados e processados por genocídio por causa da repressão aos muçulmanos ruainga. Mais tarde, o Twitter o baniu em 16 de maio de 2019.
Em julho de 2019, o governo dos Estados Unidos o proibiu de viajar para os Estados Unidos e, em dezembro de 2020, congelou os ativos de Min Aung Hlaing em território estadunidense, criminalizando as transações financeiras entre ele e qualquer pessoa nos Estados Unidos.

### Corrupção
Min Aung Hlaing tem gerado controvérsias significativas em seu país por conta de potencial conflito de interesses comerciais envolvendo sua família e a si mesmo.
O general é o principal acionista da empresa militar Myanmar Economic Holdings Limited. Durante o ano fiscal de 2010-11, ele detinha 5.000 ações e recebeu um pagamento anual de dividendos de US$ 250.000. Ele faz parte do Patron Group da MEHL, que administra o conglomerado.
Já seu filho Aung Pyae Sone é dono de uma série de empresas privadas, incluindo a Sky One Construction Company e a Aung Myint Mo Min Insurance Company, e também tem participação majoritária na Mytel, uma operadora nacional de telecomunicações. Em 2013, o mesmo Aung Pyae Sone ganhou uma licença sem licitação do governo, bem abaixo das taxas de mercado, para arrendar terras por 30 anos no Parque do Povo de Yangon para um restaurante e galeria de arte sofisticados, após a promoção de seu pai a Comandante em Chefe. Aung Pyae Sone também dirige a A&M Mahar, que oferece aprovações e serviços de liberação alfandegária da Food and Drug Administration para medicamentos e dispositivos médicos. O departamento alfandegário de Mianmar é liderado por Kyaw Htin, um ex-diretor do MEHL.
Sua filha Khin Thiri Thet Mon fundou um grande estúdio cinematográfico, a 7th Sense Film Production, em 2017. Nesse mesmo ano, sua nora, Myo Radana Htaik, fundou outra empresa de entretenimento, a Stellar Seven Entertainment. A embaixada dos Estados Unidos em Yangon foi examinada em dezembro de 2020, por colaborar com a 7th Sense Creation, porque Min Aung Hlaing está tecnicamente sujeita às sanções econômicas dos EUA.